# Croton magneticus
Espèce
Croton magneticus est une espèce de plantes à fleurs du genre Croton et de la famille Euphorbiaceae présente au nord-est du Queensland, en Australie, y compris sur l'Île Magnétique.